# Claire M. Renzetti
Claire M. Renzetti (* 1957) ist eine US-amerikanische Soziologin und Kriminologin, die an der University of Kentucky forscht und lehrt. Dort ist sie Professorin am Department of Sociology und am Center for Research on Violence Against Women. 2005/06 amtierte sie als Präsidentin der Society for the Study of Social Problems.
Renzetti machte alle Hochschulabschlüsse im Fach Soziologie und an der University of Delaware: Bachelor 1977, Master 1979 und Ph.D. 1982, der Titel ihrer Dissertationsschrift lautete: Purity vs. Politics: The Legislation of Morality in Progressive New York, 1890–1920.
Von 1981 bis 2006 war sie Assistant Professor für Soziologie an der  Saint Joseph’s University und von 2006 bis 2010 Professorin am Department of Sociology, Anthropology, & Social Work der University of Dayton. 2010 wechselte sie an die University of Kentucky.
Ihre Forschungsinteressen sind: Kriminologie und Rechtssoziologie, Gender Studies und Familiensoziologie. 

## Schriften (Auswahl)
- Feminist criminology. Routledge, Abingdon 2013, ISBN 978-0-41538-143-7.
- Mit Daniel J. Curran: Theories of crime, 2. Auflage, Allyn and Bacon, Boston 2001, ISBN 0205275885.
- Mit Daniel J. Curran: Social problems. Society in crisis , 5. Auflage, Allyn and Bacon, Boston 2000, ISBN 0205282601
- Mit Daniel J. Curran: Living sociology. 2. Auflage, Allyn and Bacon, Boston 2000.
- Mit Daniel J. Curran: Women, men, and society. 4. Auflage, Allyn and Bacon, Boston 1999, ISBN 0205290582.